# 戸川町
戸川町（とがわまち）は岡山県津山市にある地名。郵便番号は708-0037。

## 地理
奴通り（岡山県道68号津山加茂線上）の東に位置する。北は本町二丁目、本町三丁目、元魚町、西は福渡町、南新座、南は南新座、新職人町、桶屋町、東は新魚町、新職人町に接する。戸川は「富川」とも記され、吉井川のこの付近の別称。

## 歴史
古くは富川村、富川宿とも称した。
天正八年（一五八〇）八月一五日付吉川元春書状（萩藩閥閲録）によると、毛利方の村城を攻めるにあたって、宇喜多方が戸川に陣を取っている。

### 沿革
- 1889年6月1日 - 町村制施行により、津山城下町の戸川町他、宮川以西の町が合併して西北条郡津山町となる。
- 1900年4月1日 - 津山町が東南条郡津山東町を編入するとともに、西北条郡が西西条郡、東南条郡、東北条郡と合併し、苫田郡津山町となる。
- 1923年4月1日 - 苫田郡林田村が町制・改称、津山東町となる。
- 1929年2月11日 - 津山町が周辺の町村と合併し、市制施行し、津山市となる。

### 地名の由来
中世に戸川（富川）の宿があったと伝えられる歴史を尊重し、その中心にこの名前がつけられた。

## 世帯数と人口
2021年（令和3年）1月1日現在の世帯数と人口は以下の通りである。
| 町丁   | 世帯数 | 人口  |
| ------ | ------ | ----- |
| 戸川町 | 48世帯 | 102人 |

## 小・中学校の学区
市立小・中学校に通う場合、学区は以下の通りとなる。
| 番地 | 小学校           | 中学校             |
| ---- | ---------------- | ------------------ |
| 全域 | 津山市立北小学校 | 津山市立鶴山中学校 |

## 交通
- 岡山県道68号津山加茂線

## 施設
- 吉田楽器
- 妙願寺
- 長泉寺